# 森當鎮區 (明尼蘇達州雷德伍德縣)
森當鎮區（英語：Sundown Township）是位於美國明尼蘇達州雷德伍德縣的一個行政鎮區，於1873年設立。

## 地方資料
森當鎮區的面積為93.00平方千米，皆為陸地。根據2020年美國人口普查的數據，當地共有人口172人，而人口密度為每平方千米1.85人。